# Oskar Walz
Oskar Walz (* 2. Juli 1904 in Leipzig; † 25. November 1993 in Berlin) war ein deutscher syndikalistischer und kommunistischer Gewerkschaftsfunktionär und Widerstandskämpfer.

## Leben
Walz wuchs in einer sozialdemokratischen Familie auf. Er besuchte die Volksschule und erlernte das Mechanikerhandwerk. Danach arbeitete er in der AEG-Apparatefabrik in Berlin-Treptow, später auch im Elektrizitätswerk Klingenberg.
1920 trat Walz der KAPD bei. Zugleich engagierte er sich in der radikalen rätekommunistischen Gewerkschaft Allgemeine Arbeiter-Union – Einheitsorganisation (AAUE). Bis 1928 gehörte er der AAUE-Führung an. Etwa 1930/31 trat in die KPD ein. Ab 1930 engagierte sich Walz auch als Mitglied im Einheitsverband der Metallarbeiter Berlins (EVMB), für den er bald Funktionen übernahm. So wurde er EVMB-Bezirksleiter für die Stadtteile Neukölln und Treptow. Zugleich gehörte er dem "Erweiterten Vorstand" des Verbandes an.
Nach der Machtergreifung der Nationalsozialisten war Walz weiterhin als Instrukteur für den inzwischen illegalen EVMB tätig. Er beteiligte sich 1933 sehr aktiv am Widerstand des Verbandes, der zu den größten gewerkschaftlichen Widerstandsgruppen in der Frühphase des NS-Regimes gehörte. Neben Rudolf Lentzsch, Walter Kautz, Wilhelm Bielefeld und August Bolte gilt Walz als einer der wichtigsten Funktionäre des illegalen EVMB. Walz koordinierte ab Mitte 1933 die illegale Arbeit für die Verbandsbezirke Neukölln-Britz, Neukölln-Treptow, Tempelhof, Marienfelde sowie Schöneberg-Steglitz-Lichterfelde-Friedenau-Schmargendorf-Wilmersdorf, die jeweils einen Leiter hatten, der gegenüber Walz verantwortlich war.
Am 14. Dezember 1933 nahm die Gestapo Walz unter dem Verdacht der „Vorbereitung eines hochverräterischen Unternehmens“ fest. Er kam in das Gestapo-Gefängnis in der Prinz-Albrecht-Straße 8. Anschließend wurde der Kommunist im KZ Columbia und im KZ Oranienburg inhaftiert, später auch im Polizeipräsidium am Alexanderplatz und im Gefängnis Berlin-Moabit. Am 19. Juni 1934 verurteilte der Vierte Strafsenat des Kammergerichts Berlin Walz wegen „Vorbereitung zum Hochverrat“ zu einer Haftstrafe von zweieinhalb Jahren.
Nach der Haftentlassung arbeitete er wieder als Metallarbeiter bzw. Mechaniker. Im Zweiten Weltkrieg wurde er eingezogen und kam zum Kriegsende in US-amerikanische Gefangenschaft.
Ab Sommer 1949 lebte Walz wieder in Berlin. Er trat in die SED und in den FDGB ein. Lange Zeit war er bei der Industrie- und Handelskammer der DDR beschäftigt.